# Liste des lignes TER les plus fréquentées
La liste des lignes TER les plus fréquentées a pour but de recenser les lignes ferroviaires, desservies par les transports express régionaux (TER), les plus utilisées de France, dès lors qu'elles ont un trafic au moins égal à 1 500 voyageurs quotidiens.

## Classement

### Précision
Les lignes sont désignées comme elles sont définies par les régions ; les relations par autocars ne sont pas incluses ; les chiffres résultent d'informations communiquées par la Région, la SNCF ou bien un responsable de ligne ; ne sont inclus que les voyageurs utilisant les trains TER dans les limites de la ligne. Par exemple, un voyageur faisant le trajet Moulins – Vic-le-Comte via Clermont-Ferrand est inclus dans la ligne Moulins-sur-Allier – Clermont-Ferrand contrairement à un voyageur faisant Clermont-Ferrand – Vic-le-Comte.

### Liste
| Classement | Région                     | Gare de départ                | Gare d'arrivée             | Principales gares desservies                         | Transit journalier      |
| ---------- | -------------------------- | ----------------------------- | -------------------------- | ---------------------------------------------------- | ----------------------- |
| 1          | Centre-Val de Loire        | Paris-Montparnasse            | Nogent-le-Rotrou           | Versailles-Chantiers, Rambouillet, Chartres          | 30 000                  |
| 2          | Auvergne-Rhône-Alpes       | Saint-Étienne-Châteaucreux    | Lyon-Part-Dieu             | Saint-Chamond, Rive-de-Gier, Givors-Ville            | 25 000[réf. nécessaire] |
| 3          | Provence-Alpes-Côte d'Azur | Marseille-Saint-Charles       | Toulon                     | Aubagne, La Ciotat - Ceyreste                        | 15 000                  |
| 4          | Grand Est                  | Nancy-Ville                   | Luxembourg                 | Metz-Ville, Thionville                               | 12 000                  |
| 5          | Auvergne-Rhône-Alpes       | Moulins-sur-Allier            | Clermont-Ferrand           | Saint-Germain-des-Fossés, Vichy, Riom - Châtel-Guyon | 9 500[réf. nécessaire]  |
| 6          | Auvergne-Rhône-Alpes       | Lyon-Part-Dieu                | Ambérieu-en-Bugey          | Montluel, Meximieux - Pérouges                       | 9 003                   |
| 7          | Provence-Alpes-Côte d'Azur | Marseille-Saint-Charles       | Pertuis                    | Aix-en-Provence, Gardanne, Sainte-Marthe-en-Provence | 7 700                   |
| 8          | Auvergne-Rhône-Alpes       | Bourg-en-Bresse               | Lyon-Perrache              | Villars-les-Dombes                                   | 7 404                   |
| 9          | Occitanie                  | Toulouse-Saint-Cyprien-Arènes | Colomiers                  | Lardenne, Ramassiers                                 | 4 446[réf. nécessaire]  |
| 10         | Auvergne-Rhône-Alpes       | Roanne                        | Lyon-Perrache              | Tarare, Lozanne, Saint-Germain-au-Mont-d'Or          | 4 300                   |
| 11         | Auvergne-Rhône-Alpes       | Roanne                        | Saint-Étienne-Châteaucreux | Feurs                                                | 2 100                   |
| 12         | Bretagne                   | Rennes                        | Vitré                      | Noyal - Acigné, Châteaubourg                         | 2 000[réf. nécessaire]  |
| 13         | Bourgogne-Franche-Comté    | Nevers                        | Dijon-Ville                | Cercy-la-Tour, Étang-sur-Arroux, Montchanin          | 1 600                   |